# Humoresky a povídky
Humoresky a povídky (1902, Humoresken und Erzählungen) je sbírka povídek německého spisovatele Karla Maye, kterou vydalo nakladatelství Heinrich Gotthold Münchmeyer v Drážďanech a kterou bez autorova vědomí uspořádal vlastník nakladatelství Adalbert Fischer. Sbírka obsahuje osm raných autorových prací vydaných v letech 1875–1876 v Münchmeyerových časopisech Der Beobachter an der Elbe (Pozorovatel na Labi) a Deutsches Familienblatt (Německý rodinný list).
Sbírka obsahuje čtyři humoresky (Na ořešácích, Mezi verbíři, Kousek starého Desavana, Masopustní bláznění), tři dobrodružné povídky (Old Firehand, Inn-nu-woh a Gitano) a kriminální novelu Vanda.
Česká vydání jednotlivých povídek je možno najít v článku Povídkové dílo Karla Maye.

## Povídky ve sbírce

### Na ořešácích
Humoreska Na ořešácích (Auf den Nußbäumen) vyšla poprvé roku 1876 v týdeníku Deutsche Familienblatt. Roku 1881 se objevila v časopise All-Deutschland!/Für alle Welt! s názvem Pekařský učedník (Der Bäckerjunge) pod pseudonymem Karl Hohenthal. Roku 1902 ji Adalbert Fischer bez autorova vědomí zařadil do sbírky Humoresky a povídky. Od roku 1927 je ve značně upravené podobě, pod titulem Pankrác dohazovač (Pankraz der Ehestifter), součástí čtyřicátého sedmého svazku Sebraných spisů Karla Maye (Karl May’s Gesammelte Werke) Profesor Vizliputzli (Professor Vitzliputzli) z nakladatelství Karl-May-Verlag.
Humoreska vypráví o kouscích pekařského učedníka Franze, který se postará o to, aby si jeho přítel mohl vzít za ženu milovanou dívku, pro kterou si rodiče našli "lepšího" ženicha. Dívčiny rodiče dostane pod různými záminkami (chycení zloděje, sledování dívky, zda nemá ve svém pokojíčku v podkroví milence) do koruny ořechu, vezme jim žebřík a vrátí jim ho, až slíbí, že si jeho přítel dívku může vzít.

### Mezi verbíři

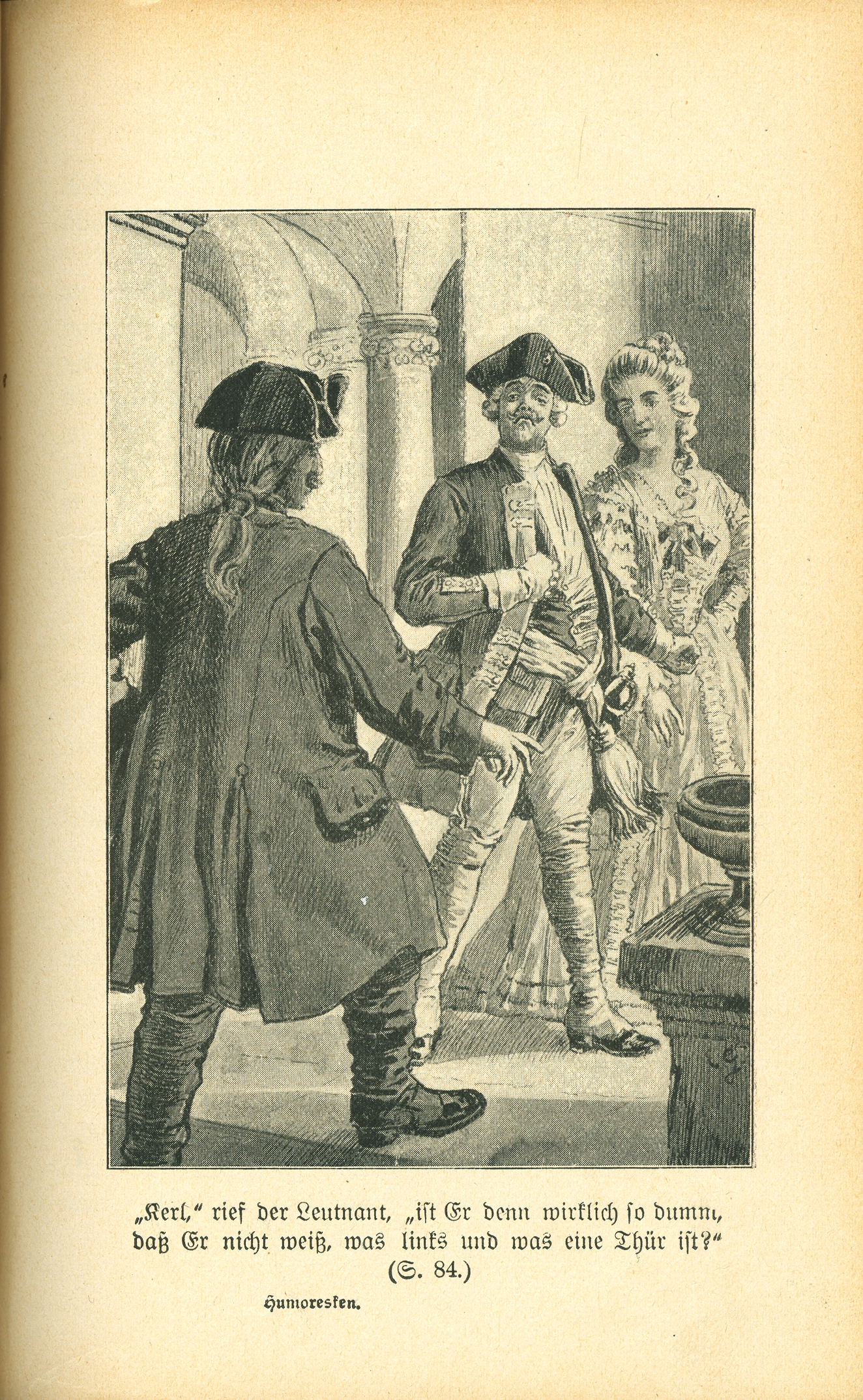
Ilustrace k humoresce Mezi verbíři

Humoreska Mezi verbíři (Unter den Werbern) vyšla prvně v září a říjnu roku 1876 v týdeníku Deutsche Familienblatt. Pod názvem Kníže a čeledín (Fürst und Reitknecht) se na přelomu let 1878–1879 objevila v časopise All-Deutschland!/Für alle Welt! a pod názvem Prodejce duší (Die Seelenverkäufer) roku 1880 v časopise Deutsche Gewerbeschau. Roku 1884 byla vydána pod pseudonymem E. v. Linden a s názvem Incognito v časopise Saxonia. Roku 1902 ji Adalbert Fischer bez autorova vědomí zařadil do sbírky Humoresky a povídky. Od roku 1921 je v upravené podobě pod titulem Prodejce duší součástí čtyřicátého druhého svazku Sebraných spisů Karla Maye Starý Desavan (Der alte Dessauer) z nakladatelství Karl-May-Verlag.
Humoreska patří do volného cyklu historek spojených postavou knížete a vojenského velitele Leopolda I. Anhaltsko-Desavského zvaného Starý Desavan.

### Kousek starého Desavana
Humoreska Kousek starého Desavana (Ein Stücklein vom alten Dessauer) vyšla prvně roku 1875 v týdeníku Deutsche Familienblatt. Později ji sám May přepracoval a vydal v nové podobě pod názvem Zloděj švestek (Der Pflaumendieb) a vydal ji roku 1879 pod pseudonymem Karl Hohenthal v časopise All-Deutschland!/Für alle Welt!. Roku 1902 ji Adalbert Fisher zařadil do sbírky Humoresky a povídky. Od roku 1921 je Zloděj švestek součástí čtyřicátého druhého svazku Sebraných spisů Karla Maye Starý Desavan (Der alte Dessauer) z nakladatelství Karl-May-Verlag. Původní text humoresky z roku 1875 je obsažen v osmdesátém čtvrtém svazku díla Páter Bowie (Der Bowie-Pater).
Humoreska patří stejně jako přecházející do volného cyklu historek spojených postavou knížete a vojenského velitele Leopolda I. Anhaltsko-Desavského.

### Masopustní bláznění
Humoreska Masopustní bláznění (Die Fastnachtsnarren) vyšla poprvé v září roku 1875 v týdeníku Deutsche Familienblatt. Roku 1902 ji Adalbert Fischer bez autorova vědomí zařadil do sbírky Humoresky a povídky. Od roku 1968 je ve značně upravené podobě součástí sedmdesátého druhého svazku Sebraných spisů Karla Maye Šachta a hutě (Schacht und Hütte) z nakladatelství Karl-May-Verlag.
Humoreska zesměšňuje pověrčivost a víru v duchy. Dva sousedi z malého městečka, Wadenbach a Hahnemann, zápolí o titul předsedy místního pánského spolku, vyznačujícího se tím, že jeho členové mají při schůzkách v místním hostinci na hlavě čepici se střapcem. Vyhraje ten, který z toho druhého udělá většího blázna. Wadenbach sice prohraje, ale protože souhlasí se sňatkem své dcery s Hahnemannovým synem, stane se předsedou on.

### Old Firehand

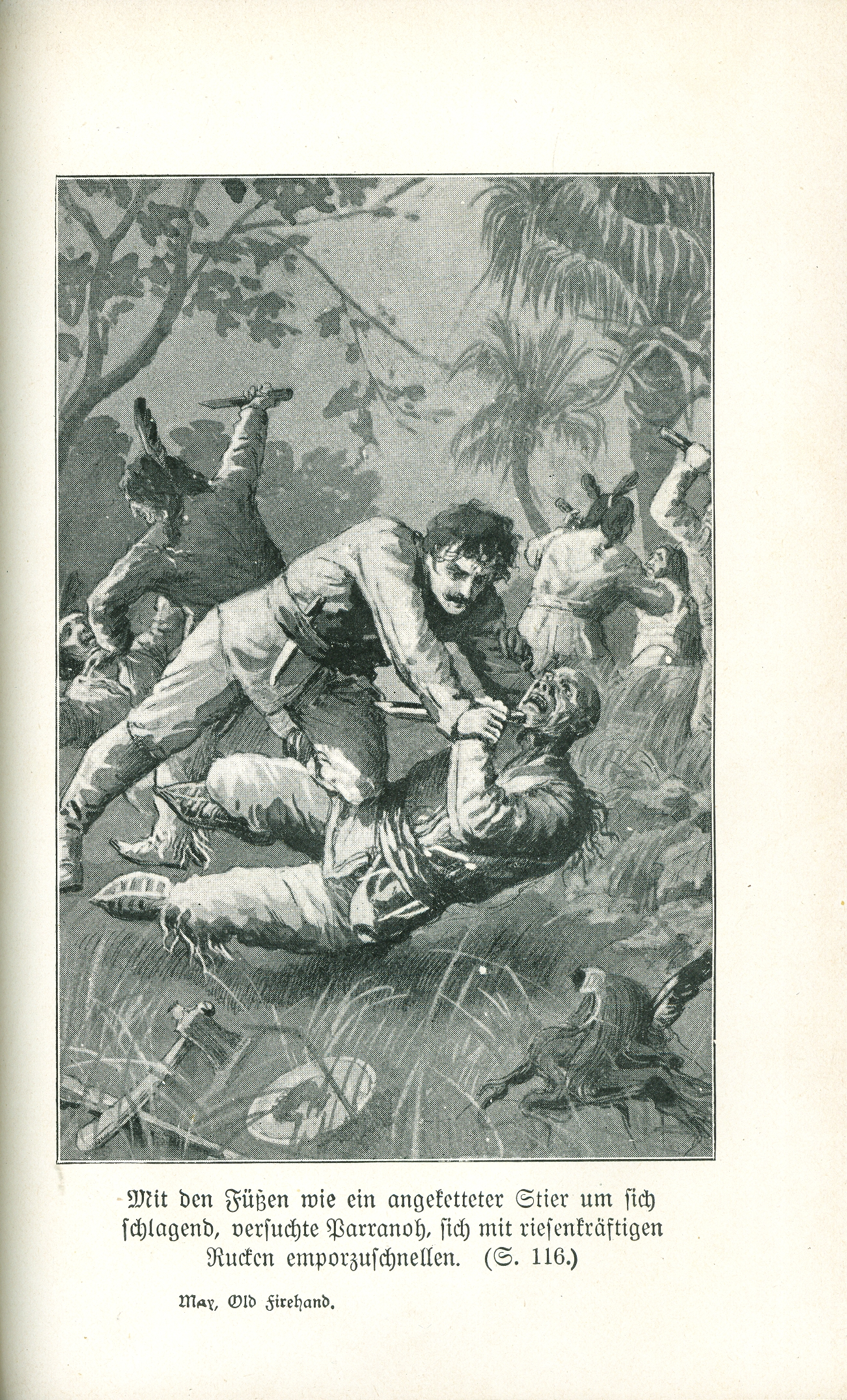
Ilustrace k povídce Old Firehand

Povídka (spíše novela) byla prvně vydána roku 1875 v týdeníku Deutsche Familienblatt. Roku 1879 May povídku přepracoval a vydal pod názvem Na dálném Západě (Im fernen Westen) a tuto verzi pak roku 1893 včlenil do druhého dílu svého románu Vinnetou. Roku 1902 zařadil Adalbert Fischer původní verzi povídky bez autorova vědomí do sbírky Humoresky a povídky. V Sebraných spisech Karla Maye z nakladatelství Karl-May-Verlag je původní povídka od roku 1967 obsažena v sedmdesátém prvním svazku díla Old Firehand a její verze z roku 1879 v osmdesátém devátém svazku Na dálném Západě (Im fernen Westen) vydaném v roce 2011. Jde o první Mayovo dílo, ve kterém se vyskytuje postava apačského náčelníka Vinnetoua.
Oproti verzi, obsažené v románu Vinnetou, nemá Old Firehand syna, ale dceru Ellen, do které se vypravěč (nejde ještě o Old Shatterhanda) zamiluje. Jeho kůň je sice darem od Vinnetoua, ale nejmenuje se Hatátitlá ale Swallow (Vlaštovka). Strýcem Ellen je "petrolejový princ" Emery Forster, který svou hamižností zaviní strašlivý požár v petrolejovém vrtu New Venango, ze kterého vypravěč Ellen zachrání. Vypravěč, Vinnetou a Old Firehand pak společně zabrání přepadení vlaku indiány, vedenými bílým padouchem a indiánským náčelníkem Parranohem, vrahem Elleniny matky Ribanny. Vinnetou jej přitom skalpuje a všichni si myslí že je mrtvý. Při následných bojích s tímto zločincem zahyne nejen Old Firehand, ale i další zálesáci, mezi nimi například Dick Stone a Will Parker. Parranhoha nakonec Vinnetou zastřelí. Ellen, která má zpočátku vypravěče za zbabělce, nakonec jeho lásku opětuje.

### Inn-nu-woh

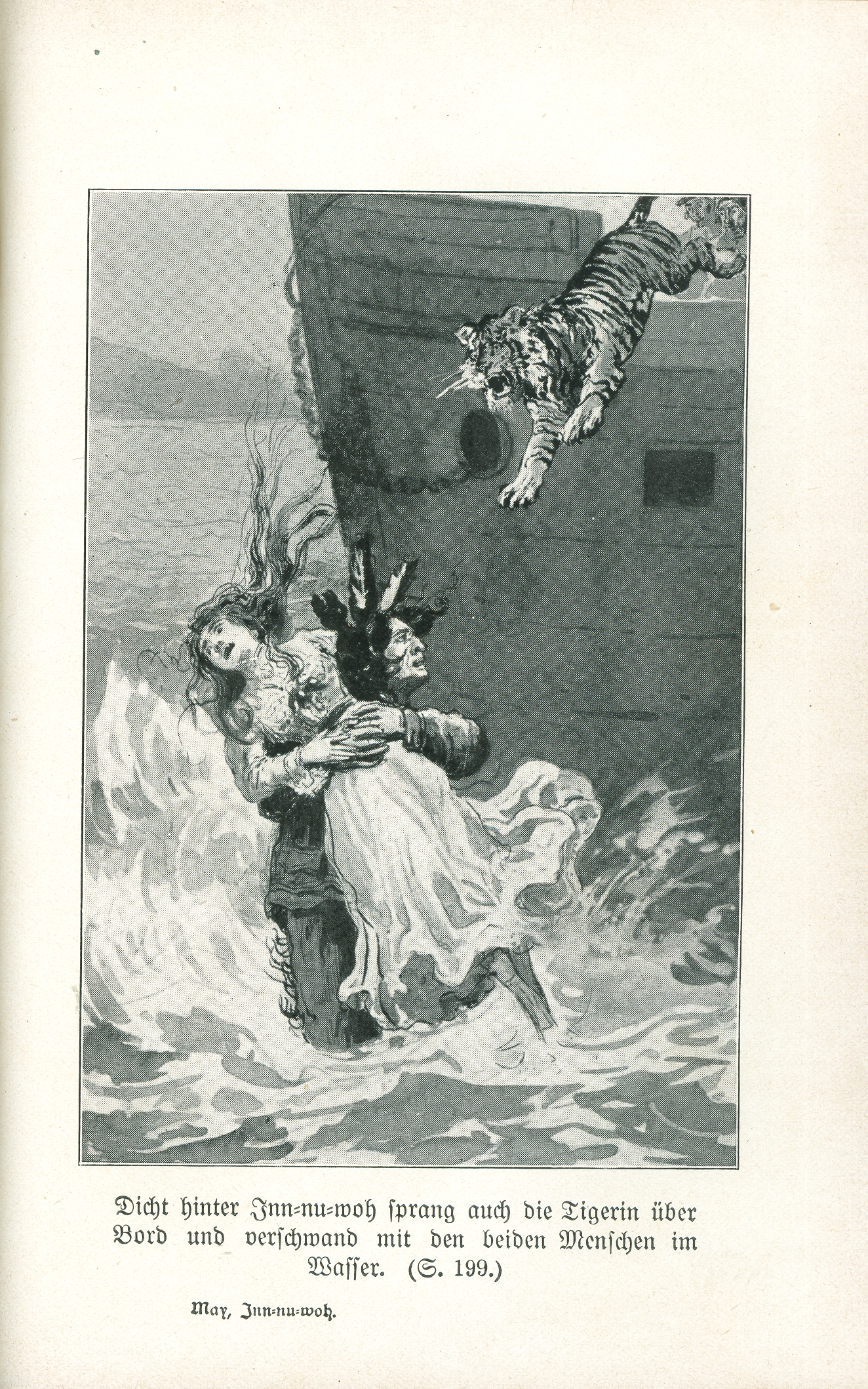
Ilustrace k povídce Inn-nu-woh

Povídka byla prvně vydána v září roku 1875 pod názvem Inn-nu-woh, indiánský náčelník (Inn-nu-woh, der Indianerhäuptling) v týdeníku Deutsche Familienblatt. Roku 1878 May příběh přepracoval a pod názvem Vinnetou (Winnetou) jej vydal v časopise Omnibus. V této verzi se ze Siouxe Inn-nu-woha stal Apač Vinnetou, nejlepší přítel vypravěče (s pozdějším stejnojmenným románem nemá ale tento kromě jména hlavního hrdiny prakticky nic společného). Motiv příběhu May později použil v úvodu románu Poklad ve Stříbrném jezeře (1890–1891, Der Schatz im Silbersee). Roku 1902 zařadil Adalbert Fischer povídku bez autorova vědomí do sbírky Humoresky a povídky. V Sebraných spisech Karla Maye z nakladatelství Karl-May-Verlag je povídka od roku 1967 obsažena v sedmdesátém prvním svazku díla Old Firehand a její verze s názvem Vinnetou od roku 1998 v osmdesátém svazku Zajati na moři (Auf der See gefangen).
Vypravěč povídky opouští New Orleans kvůli epidemii žluté zimnice. Na parníku s ním po řece Mississippi cestuje mimo jiné siouxký náčelník Inn-nu-woh, dále známý krotitel a majitel zvěřince Fred Forster i se svými zvířaty a jeden yankee se svou dcerou. Ten měl již s Inn-nu-wohem konflikt ještě na břehu, když se jej snažil nevybíravě dostat z cesty své ekvipáže. Nyní se na parníku vsadí s Forsterem, že pokud ze svého zvěřince vypustí dikobraza, indián, který je podle něho svou přirozeností zbabělec, se ho lekne a uteče před ním. Ze zvěřince však uprchne tygřice, Forstera těžce zraní a chystá se na palubě napadnout yankeeho dceru, V poslední chvíli jí zachrání Inn-nu-woh, který s ní před šelmou skočí do řeky. Když mu chce vyděšený yankee poděkovat, sdělí mu: „Bílý muž se mýlí. Nechtěl jsem zachránit jeho dceru, ale rudý muž skočil do vod svatého Otce, jen proto, že se bál dikobraza, kterého jste vypustili.“

### Gitano
Historické vyprávění Gitano (Der Gitano) ze Španělska z doby Karlistických válek je jedním z nejstarších Mayových děl. Poprvé vyšlo roku 1875 v týdeníku Der Beobachter an der Elbe. Roku 1880 May povídku vydal v časopise All-Deutschland!/Für alle Welt! pod pseudonymem Karl Hohenthal. Roku 1902 zařadil Adalbert Fischer povídku bez autorova vědomí do sbírky Humoresky a povídky. V Sebraných spisech Karla Maye z nakladatelství Karl-May-Verlag byla povídka roku 1917 zařazena do třicátého osmého svazku Míšenec (Halbblutt) a roku 1927 byla přesunuta do čtyřicátého osmého svazku Kouzelná voda (Das Zauberwasser).
Povídka se odehrává roku 1875 ve Španělsku, kde se vypravěč z pověření jedné německé obchodní společnosti snaží vyinkasovat některé pohledávky. Jede s karavanou mezků, se kterou cestuje i pár cikánů, mladík Gitano s dívkou. Cestou se střetnou s oddílem karlistů, kteří je zajmou. Objeví se vládní vojsko, ale je poraženo. Gitano si však již dříve schoval pistole a v okamžiku, kdy vojáci začínají dívku obtěžovat, zasáhne. Objeví se další vládní vojáci, karlisté jsou poraženi a zajatci osvobozeni. Ukáže se, že Gitáno je ve skutečnosti důstojníkem vládních jednotek a jeho společníkem je dcera generála, kterou předtím osvobodil.

### Vanda

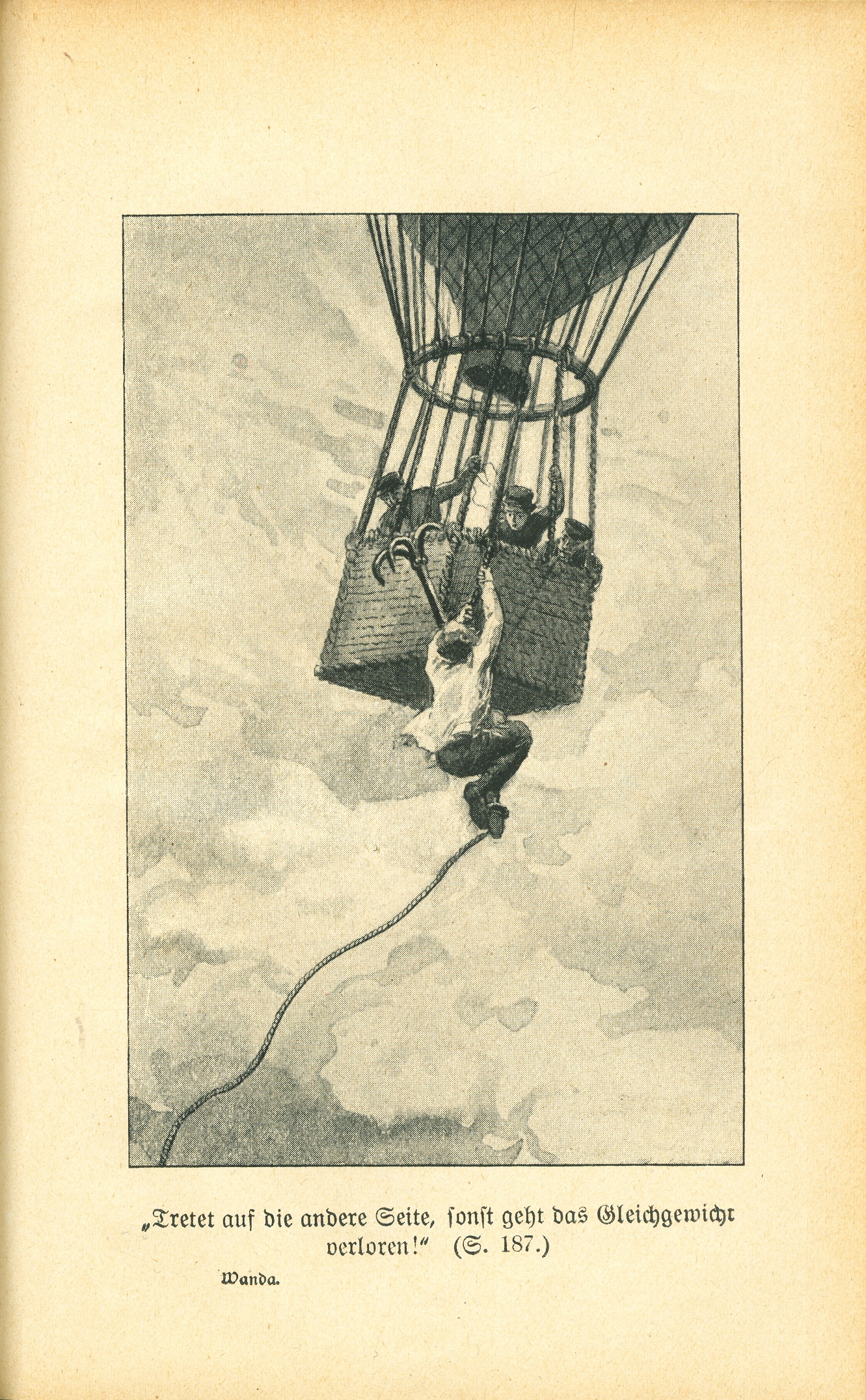
Ilustrace k novele Vanda

Kriminální novela Vanda (Wanda) vyšla poprvé v roce 1875 v týdeníku Der Beobachter an der Elbe. Roku 1880 vyšla v časopise All-Deutschland!/Für alle Welt! pod názvem Divoká Polka (Die wilde Polin). Roku 1902 zařadil Adalbert Fischer novelu bez autorova vědomí do sbírky Humoresky a povídky. V Sebraných spisech Karla Maye z nakladatelství Karl-May-Verlag byla povídka roku 1968 zařazena do sedmdesátého druhého svazku Šachta a hutě (Schacht und Hütte). Příběh je stylově velmi blízký Mayovým kolportážním románům.
Wanda von Chlowicki, zvaná Divoká Polka je od dětství zaslíbena baronovi Eginhardtovi von Säumen, kterého nemiluje. Zamiluje se do ní kominík, hasič a tajný básník Emil Winter, který zjistí, že baron je podvodník. Dvakrát zachrání Vandu před smrtelnými úklady, získá její lásku a po mnoha nebezpečích (například při letu v balónu) nakonec barona odhalí jako zločince Morellyho, který pravého barona zavraždil a Vandu si chce vzít kvůli jejímu majetku.